# 石亭镇 (醴陵市)
石亭镇，是中华人民共和国湖南省株洲市醴陵市下辖的一个乡镇级行政单位。

## 行政区划
石亭镇下辖以下地区：
石亭社区、永红村、樟树村、长塘村、苏家垅村、渔潭洲村、石塘岭村、花溪村、聂湖村、妙泉村、上保村、长岭村和高冲村。